# 梓真悠子
梓 真悠子（あずさ まゆこ、1976年7月26日 - ）は、日本のタレント・女優・料理研究家。本名、佐藤 真悠子（さとう まゆこ）。旧姓、池端。神奈川県出身。

## 来歴・人物
幼稚舎から大学まで慶應義塾に在籍し、1999年（平成11年）に慶應義塾大学文学部国文学専攻を卒業する。同専攻の1期先輩に4代目市川猿之助がいる。
大学在学中にスカウトされ、21歳でNHK大河ドラマ『毛利元就』でタレントデビューする。1998年にはNHKの『ハイビジョンフラッシュ』などに出演していた。
大学卒業後に一般人男性と結婚したが、2011年に離婚した。元夫の間に男児が2人いる。自宅では両親から受け継いだ料理の腕と食のこだわりを発揮して、クッキングサロンを主宰し、料理研究家としても活動している。また、通信教育の「全教振グループ」の新聞広告で、梓を起用した広告が使われているものの、近年はテレビなどのメディア出演は少ない。最近では2009年3月14日放送の『メレンゲの気持ち』（日本テレビ）への出演が確認されている。

## 家族
父はタレント・歌手・俳優の加山雄三、母は元女優の松本めぐみ。次兄は俳優の加山徹（旧名・山下徹大）、妹は女優の池端えみ。祖父は俳優の上原謙、祖母は女優の小桜葉子。女優の仁美凌は叔母であるが、梓の方が4歳年上である。また、喜多嶋舞は再従姉（祖母の弟の孫）にあたる。
明治の元勲岩倉具視の来孫（次男・具定の玄孫）にあたり、同じく岩倉具視の子孫である亀井久興（元衆院議員）・亜紀子（衆院議員）親子とは遠縁の親戚で、久興は高祖叔母・森寛子（岩倉具視の五女）の曾孫で三いとこおじ（父・加山雄三の三いとこ）、亜紀子は玄孫で四いとこにあたる。